# Резервний гурт
Резервний гурт або гурт підтримки — музичний гурт, що зазвичай супроводжує одного артиста, який є головним виконавцем. Ситуація може стосуватися живого виступу чи запису, а гурт може не мати власної назви. Часто до складу резервних гуртів входять досвідчені, але не відомі публіці учасники; ці музиканти можуть бути замінені в будь-який момент без помітного впливу для виконання.

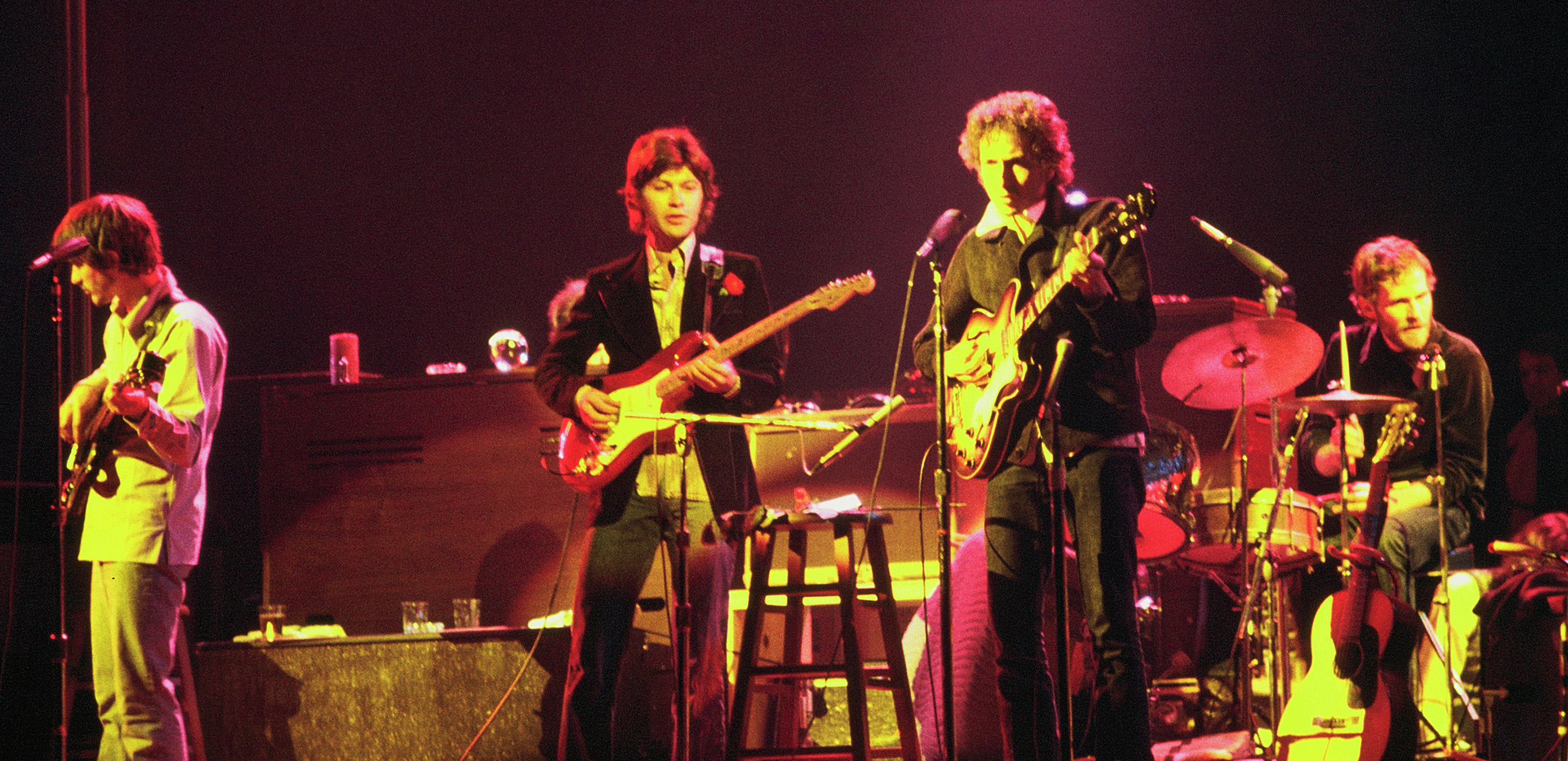
Боб Ділан і The Band, 1974 рік

Кілька згуртованих самостійних гуртів музикантів вийшли з тіні головного виконавця (для якого вони грали), щоб бути самостійними. Прикладом є The Eagles у 1971 році, коли вони були акомпануючим гуртом Лінди Ронстадт та The Band — гурт, який був резервним у Боба Ділана в його світовому турне в 1966 році.

## Приклади
- Ace in the Hole (Джордж Стрейт )
- Booker T. & the M.G.'s (Отіс Реддінг)
- Bluesbreakers (Джон Мейолл)
- Coral Reefer Band (Джиммі Баффет)
- Crazy Horse (Ніл Янг)
- Double Trouble (Стіві Рей Вон)
- Drifting Cowboys (Генк Вільямс)
- Flying Cunts of Chaos (Серж Танкян)
- Full Tilt Boogie Band (Дженіс Джоплін)
- Joy Boys (Кол Джої)
- Manassas (Стівен Стіллз)
- Miami Sound Machine (Глорія Естефан)
- Mink DeVille (Віллі Девіль)
- Neverland Express (Міт Лоф)
- New Bohemians (Еді Брікелл)
- Parliament Funkadelic (Джордж Клінтон)
- Scarlet Fever (Cee Lo Green)
- Spearhead (Майкл Франті)
- The Aces (Десмонд Деккер)
- The Attractions (Елвіс Костелло)
- The Bad Seeds (Нік Кейв)
- The Belmonts (Діон Дімуччі)
- The Blackhearts (Джоан Джетт)
- The Blockheads (Іан Дурі)
- The Bluebelles (Петті Лабель)
- The Cardinals (Раян Адамс)
- The Crickets (Бадді Голлі)
- The Dakotas (Біллі Дж. Крамер)
- The Delaware Destroyers (Джордж Торогуд)
- The Detroit Wheels (Мітч Райдер)
- The E Street Band (Брюс Спрінгстін)
- The First National Band (Майкл Несміт)
- The Flecktones (Бела Флек)
- The Foggy Mountain Boys (Лестер Флетт & Ерл Скраггс)
- The Four Seasons (Френкі Валлі)
- The Free Nationals (Андерсон Пак)
- The Funky Bunch (Марк Волберг)
- The Glitter Band (Гері Гліттер)
- The Heartbreakers (Том Петті)
- The Hooligans (Бруно Марс)
- The Impressions (Кертіс Мейфілд)
- The J.B.'s (Джеймс Браун)
- The Jordanaires (Елвіс Преслі)
- The Magic Band (Капітан Біфхарт)
- The Maytals (Тутс Гібберт)
- The Miracles (Смокі Робінсон)
- The Modern Lovers (Джонатан Річман)
- The Mothers of Invention (Френк Заппа)
- The New Power Generation (Прінс)
- The News (Г'юї Льюїс)
- The Nice (П. П. Арнольд)
- The Pacemakers (Геррі Марсден)
- The Pips (Гледіс Найт)
- The Raelettes (Рей Чарльз)
- The Raiders (Пол Ревір)
- The Range (Брюс Горнсбі)
- The Revolution (Прінс)
- The Rides (Стівен Стіллз)
- The Rumour (Грем Паркер)
- The Scene (Селена Гомес)
- The Section (Джексон Браун, Джеймс Тейлор)
- The SFA (Джонатан Девіс)
- The Shadows (Кліф Річард)
- The Shondells (Томмі Джеймс)
- The Silver Bullet Band (Боб Сігер)
- The Sixers (Стівен Келлоґґ)
- The Spiders from Mars (Девід Бові)
- The Steep Canyon Rangers (Стів Мартін)
- The Stooges (Іггі Поп)
- The Strangers (Мерл Хаггард)
- The Stray Gators (Ніл Янг)
- The Sunshine Band (Гаррі Вейн Кейсі)
- The Supremes (Даяна Росс)
- The Tennessee Three (Джонні Кеш)
- The Texas Playboys (Боб Віллс)
- The Tremeloes (Браян Пул)
- The Vandellas (Марта Рівз)
- The Voidoids (Річард Гелл)
- The Wailers (Боб Марлі)
- The Waves (Катріна Лесканіч)
- TWRP (Ninja Sex Party, Starbomb)
- Twisted Brown Trucker (Кід Рок)
- Union Station (Елісон Краусс)